# 일본의 과학과 기술

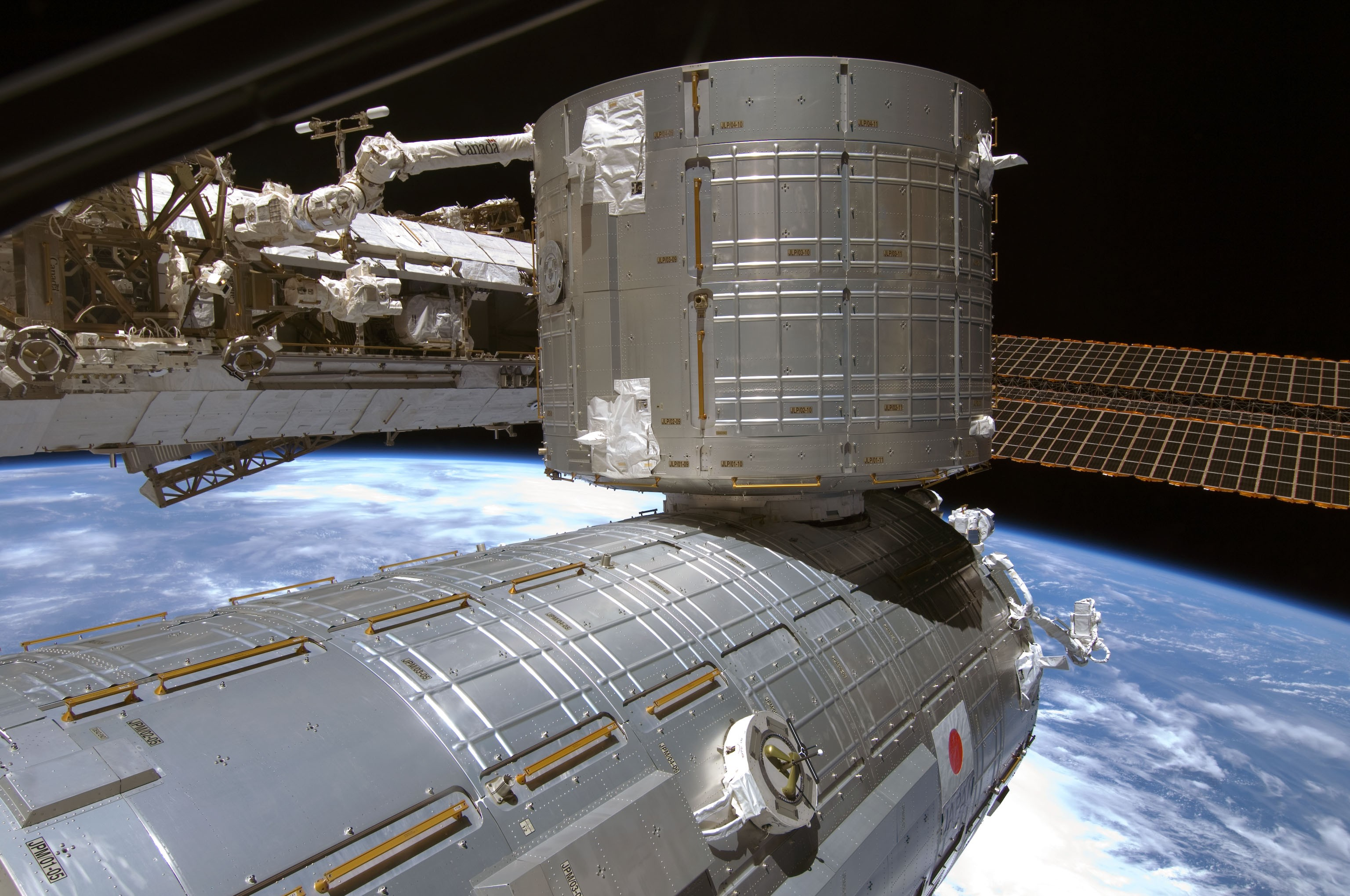
일본 실험 모듈 "키보" 호

일본은 과학 연구 분야의 수준이 높은 나라 중 하나로, 특히 기술, 기계, 생물학 연구에서 앞서가고 있다. 칠십만명에 가까운 연구자들이 1,300억 달러에 달하는 예산을 나눠쓰고 있으며 이러한 예산규모는 전 세계에서 세 번째로 큰 것이다. 일본은 기초 과학 연구 분야에서 세계적인 리더이기도 해서 물리학과 화학, 생리학·의학 분야에서 22명의 노벨상 수상자를 배출하였을 뿐만 아니라 세 명의 필즈상 수상자와 한 명의 가우스상 수상자를 배출하였다.
일본의 탁월한 기술 분야의 기여는 전자 공학, 자동차, 기계, 지진 공학, 산업 로봇, 광학, 화학 물질, 반도체, 금속 등의 분야에서 나타났다. 일본은 로봇 공학 분야에서 생산과 소비 모두 세계적인 리더의 위치에 있다. 예를 들어 일본은 전 세계에서 제조를 위해 사용하고 있는 산업 로봇 중 절반 이상(742,500개 중 402,200개)을 보유하고 있는 나라이며 QRIO, ASIMO, AIBO 같은 로봇들을 제작하였다. 일본은 세계에서 가장 많은 자동차를 만드는 나라이며 전 세계에서 가장 큰 규모를 기준으로 뽑은 열 다섯 개 자동차 제조사 중 네 곳의 본사가 있고, 전 세계에서 가장 큰 규모를 기준으로 뽑은 스무개의 반도체 판매사 중 일곱 곳이 있는 나라이다.
일본 우주항공연구개발기구(JAXA)는 일본의 우주기관으로 우주와 행성 연구를 감독하고, 항공기 산업과 로켓과 위성 개발을 지휘하고 있다. 이 기구는 국제 우주정거장에 참여하고 있으며 일본 실험 모듈을 국제우주정거장에 추가하였다. JAXA는 금성 기후 탐사 인공위성(아카츠키)을 2010년에 쏘아올렸다. 또한 JAXA는 2014년에 수성탐사위성을 쏘아올리려고 계획하고 있으며 2030년에는 달에 식민지를 건설하려고 하고 있다. JAXA는 2007년 9월 14일에 달 탐사 위성인 셀레네(SELENE, 일본어: かぐや 가구야/카구야[*])를 발사했다. 셀레네는 아폴로 계획 이후에 가장 큰 규모의 달 탐사 계획이다. 이 계획의 목표는 달의 기원과 발달에 대한 자료를 모으는 것이다. 위성은 2007년 10월 4일에 달 공전 궤도에 진입하였다.

## 같이 보기
- 일본의 과학사